# Кочковатый
Кочковатый — река в России, протекает по Чугуевскому району Приморского края. Длина реки — 11 км.
Начинается на северо-восточном склоне горы Комиссаровской. Течёт в общем северо-западном направлении по гористой местности, поросшей берёзой и кедром. В среднем и нижнем течении долина реки заболочена. Кочковатый впадает в Откосную слева в 46 км от её устья. Высота устья — 269 м над уровнем моря. В верховьях пересекается тракторной дорогой, также вдоль реки проходит зимник.
Основной приток — Медвежий — впадает справа.

## Данные водного реестра
По данным государственного водного реестра России относится к Амурскому бассейновому округу, водохозяйственный участок реки — Уссури от истока до впадения реки Большая Уссурка без реки Сунгача, речной подбассейн реки — Уссури (российская часть бассейна). Речной бассейн реки — Амур.
Код объекта в государственном водном реестре — 20030700212118100052988.